# Atanas Džambazki
Atanas Džambazki (in bulgaro Атанас Джамбазки?; Sofia, 4 aprile 1969) è un allenatore di calcio ed ex calciatore bulgaro, di ruolo difensore, tecnico del Montana.